# Équipe de Roumanie féminine de handball
Maillots
Dernière mise à jour : 25 septembre 2020.
L'équipe de Roumanie féminine de handball représente la Fédération roumaine de handball lors des compétitions internationales, notamment aux Jeux olympiques, aux championnats du monde et aux championnats d'Europe.
Cette sélection a la particularité d'être la seule à avoir participé à toutes les éditions du championnat du monde depuis sa création en 1957.

## Palmarès
Jeux olympiques :
- 4e place en 1976

Championnat du monde
- médaille d'or en 1962
- médaille d'argent en 1973 et 2005
- médaille de bronze en 2015

Championnat d'Europe :
- médaille de bronze en 2010

Championnat du monde à onze
- médaille d'or en 1956 et 1960

## Joueuses célèbres
- Carmen Amariei, meilleure marqueuse (67 buts) au Championnat du monde 1999
- Valentina Neli Ardean Elisei, meilleure ailière gauche au Championnat du monde 2005 et au Championnat d'Europe 2008
- Luminiţa Dinu-Huţupan, meilleure gardienne au Championnat d'Europe 2000 et aux Championnats du monde 2005 au 2015
- Ramona Farcău-Maier, meilleure marqueuse (56 buts) et meilleure ailière droite aux Jeux olympiques 2008
- Doina Furcoi, élue dans l'équipe-type au Championnat du monde 1975
- Simona Gogîrlă, meilleure marqueuse (68 buts) du Championnat d'Europe 2000
- Cristina Neagu, élue a trois reprises meilleure handballeuse mondiale de l'année en 2010, 2015 et 2016, meilleure marqueuse (53 buts) du Championnat d'Europe 2010, meilleure arrière gauche aux Championnats d'Europe 2010, 2014 et 2016, meilleure joueuse, meilleure arrière gauche et meilleure marqueuse (63 buts) au Championnat du monde 2015
- Ionela Stanca-Gâlcă, meilleure pivot au Championnat du monde 2007
- Mariana Târcă, meilleure demi-centre au Championnat du monde 1995

## Statistiques individuelles

### Par nombre de sélections
| Rang | Joueuse                 | Matchs |
| ---- | ----------------------- | ------ |
| 1    | Mariana Tîrcă (en)      | 335    |
| 2    | Valentina Cozma         | 322    |
| 3    | Aurelia Brădeanu        | 273    |
| 4    | Valentina Ardean-Elisei | 256    |
| 5    | Marilena Doiciu         | 237    |
| 6    | Maria Török-Duca        | 226    |
| 7    | Cristina Neagu          | 224    |
| 8    | Steluța Luca            | 223    |
| 9    | Ramona Farcău           | 214    |
| 10   | Simona Arghir-Sandu     | 206    |
| 10   | Lidia Drăgănescu        | 206    |

Statistiques en matchs officiels au 29 septembre 2019.

### Par nombre de buts
| Rang | Joueuse                 | Buts | Matchs | Moyenne |
| ---- | ----------------------- | ---- | ------ | ------- |
| 1    | Mariana Tîrcă (en)      | 2043 | 335    | 6,09    |
| 2    | Steluța Luca            | 1013 | 223    | 4,54    |
| 3    | Valentina Cozma         | 980  | 322    | 3,04    |
| 4    | Cristina Neagu          | 975  | 224    | 4,35    |
| 5    | Valentina Ardean-Elisei | 915  | 256    | 3,57    |
| 6    | Carmen Amariei          | 855  | 182    | 4,69    |
| 7    | Ramona Farcău           | 689  | 214    | 3,21    |
| 8    | Aurelia Brădeanu        | 685  | 273    | 2,50    |
| 9    | Lidia Drăgănescu        | 658  | 206    | 3,19    |
| 10   | Maria Török-Duca        | 626  | 226    | 2,76    |

Statistiques en matchs officiels au 29 septembre 2019.